# Souleymane Diawara
Souleymane Diawara (Dakar, 24 dicembre 1978) è un ex calciatore senegalese, di ruolo difensore.

## Carriera

### Club
Diawara iniziò la sua carriera al Le Havre, arrivando anche a segnare 2 goal. Successivamente si trasferì al Sochaux, dove si fece conoscere internazionalmente. Nel 2006 fu acquistato dalla squadra inglese del Charlton Athletic, dove giocò sino al 2007. Questa data rappresentò l'anno del trasferimento al Bordeaux. Nel 2009 passò all'Olympique Marsiglia.
Il 5 agosto 2014 si trasferì al Nizza da svincolato. La sua esperienza in Costa Azzurra durò un anno in quanto il 9 aprile 2015 fu arrestato con l'accusa di estorsione; rilasciato il 26 giugno successivo, dopo essere rimasto svincolato a fine mercato, il 10 settembre 2015 annunciò il suo ritiro.

### Nazionale
Ha giocato per la Nazionale di calcio del Senegal dal 2002 al 2012, collezionando in totale 48 presenze.

## Palmarès

### Club

#### Competizioni nazionali
- Coppa di Lega francese: 5

Sochaux: 2003-2004
Bordeaux: 2008-2009
O. Marsiglia: 2009-2010, 2010-11, 2011-12
- Supercoppa francese: 3

Bordeaux: 2008
O. Marsiglia: 2010, 2011
- Campionato francese: 2

Bordeaux: 2008-2009
O. Marsiglia: 2009-2010